# جيم كويل (لاعب كرة قدم أسترالية)
جيم كويل (بالإنجليزية: Jim Cowell)‏ هو لاعب كرة قدم أسترالية أسترالي، ولد في 28 مايو 1885 في Heidelberg, Victoria ‏ في أستراليا، وتوفي في 6 ديسمبر 1956 في Burwood, Victoria ‏ في أستراليا.

## وصلات خارجية
- جيم كويل على موقع AustralianFootball.com (الإنجليزية)
- جيم كويل على موقع AFLtables.com (الإنجليزية)